# Lillsjön (Hölö socken, Södermanland)
Lillsjön är en sjö i Södertälje kommun i Södermanland och ingår i Tyresån-Trosaåns kustområde. Sjön har en area på 0,31 kvadratkilometer och ligger 7,1 meter över havet. Sjön avvattnas av vattendraget Åbyån.

## Delavrinningsområde
Lillsjön ingår i det delavrinningsområde (654460-159769) som SMHI kallar för Inloppet i Kyrksjön. Medelhöjden är 35 meter över havet och ytan är 8,99 kvadratkilometer. Det finns inga avrinningsområden uppströms utan avrinningsområdet är högsta punkten. Avrinningsområdets utflöde Åbyån mynnar i havet. Avrinningsområdet består mestadels av skog (43 procent), öppen mark (17 procent) och jordbruk (25 procent). Avrinningsområdet har 3,26 kvadratkilometer vattenytor vilket ger det en sjöprocent på 12,5 procent. Bebyggelsen i området täcker en yta av 0,3 kvadratkilometer eller 1 procent av avrinningsområdet.